# Huta Plebańska (gromada)
Huta Plebańska (od 11 I 1963 Huta Krzeszowska) – dawna gromada, czyli najmniejsza jednostka podziału terytorialnego Polskiej Rzeczypospolitej Ludowej w latach 1954–1972.
Gromady, z gromadzkimi radami narodowymi (GRN) jako organami władzy najniższego stopnia na wsi, funkcjonowały od reformy reorganizującej administrację wiejską przeprowadzonej jesienią 1954 do momentu ich zniesienia z dniem 1 stycznia 1973, tym samym wypierając organizację gminną w latach 1954–1972.
Gromadę Huta Plebańska z siedzibą GRN w Hucie Plebańskiej (od 1963 Huta Krzeszowska) utworzono – jako jedną z 8759 gromad na obszarze Polski – w powiecie biłgorajskim w woj. lubelskim na mocy uchwały nr 6 WRN w Lublinie z dnia 5 października 1954. W skład jednostki weszły obszary dotychczasowych gromad Gózd, Huta Nowa, Huta Plebańska, Huta Podgórna, Huta Stara, Maziarnia, Szeliga i Żuk oraz miejscowość Pąk z dotychczasowej gromady Momoty Górne ze zniesionej gminy Huta Krzeszowska w tymże powiecie. Dla gromady ustalono 26 członków gromadzkiej rady narodowej.
1 stycznia 1960 do gromady Huta Plebańska włączono obszar leśny o powierzchni 1100 ha z gromady Harasiuki oraz obszar leśny o powierzchni 1000 ha ze znoszonej gromady Bidaczów Stary w tymże powiecie.
11 stycznia 1963 nazwę Huta Plebańska zmieniono na Huta Krzeszowska.
Gromada Huta Krzeszowska przetrwała do końca 1972 roku, czyli do kolejnej reformy gminnej.